# Alets IK
Alets Idrottsklubb ist ein schwedischer Fußballverein aus Halmstad. Der Verein spielte in den 1940er Jahren drei Spielzeiten in der zweiten Liga.

## Geschichte
Alets IK wurde 1923 als Västra Boll- och Idrottsföreningen gegründet, wechselte aber bald den Namen und man gab sich den heutigen Namen. 1939 stieg die Mannschaft in die drittklassige Division 3 auf. Zunächst wurden nur Plätze im hinteren Mittelfeld belegt, ehe sich der Klub 1943 als Meister der Staffel Sydsvenska Norra für die Aufstiegsspiele zur Division 2 qualifizierte. Dort scheiterte man jedoch an Limhamns IF. Ein Jahr später gelang der erneute Staffelsieg, nach einem 3:2-Heimerfolg und einem 2:2-Unentschieden auswärts setzte sich die Mannschaft gegen BK Drott durch.
In der Division 2 Södra ging es für Alets IK direkt gegen den Abstieg. Der Klassenerhalt wurde in der ersten Spielzeit mit einem Punkt Vorsprung auf Bromölla IF geschafft, konnte man den Vorsprung auf die Abstiegszone im folgenden Jahr auf zwei Punkte ausbauen. 1947 wurde die Mannschaft nur Tabellenletzter und musste wegen einer Umstrukturierung des Ligasystems sogar in die Viertklassigkeit absteigen. 
1949 gelang Alets IK die Rückkehr in die dritte Liga und wusste als Vizemeister hinter Lunds BK zu überraschen. Im Sommer 1950 kam der Klub auf Deutschlandtour und trat in Heide, Itzehoe und Wilhelmshaven an. Im Gegenzug trat der Heider SV in Örjans vall an, die Aktion war jedoch ein finanzieller Reinfall. Auch sportlich ging es bergab, 1952 schaffte man nur drei Saisonsieg und stieg wieder in die vierte Liga ab. Aber auch hier der Erfolg aus und man wurde direkt in die Fünftklassigkeit durchgereicht.
1964 schaffte Alets IK den Wiederaufstieg in die Division 4. In der Staffel Halland spielte die Mannschaft zunächst gegen den Abstieg. Mit einem Punkt Vorsprung auf Falkenbergs FF gelang der Klassenerhalt. In den folgenden Jahren pendelte die Mannschaft zwischen einem Platz im gesicherten Mittelfeld und dem Abstiegskampf. 1972 schaffte die Mannschaft überraschend den Staffelsieg, scheiterte jedoch nach einem 0:0-Unentschieden im Auswärtsspiel mit einer 1:2-Heimniederlage in den Aufstiegsspielen an Olofströms IF. Nach zwei Jahren im Abstiegskampf verpasste die Mannschaft 1975 erneut nur knapp die Rückkehr in die dritte Liga, als man mit einem Punkt Rückstand auf Vessigebro BK Vizemeister wurde. Nach weiteren Jahren im Mittelfeld der Liga konnte die Mannschaft 1979 nur den vorletzten Platz belegen und stieg in die Fünftklassigkeit ab.
Alets IK spielte zwar in der Division 5 vorne mit, benötigte jedoch drei Jahre um als Meister 1982 in die vierte Liga zurückkehren zu können. Als Dritter gelang 1983 eine hervorragende Saison, 1985 wurde jedoch erneut nur der elfte Platz belegt und die Mannschaft stieg erneut ab. In den folgenden Jahren pendelte die Mannschaft als Fahrstuhlmannschaft zwischen fünftem und sechstem Spielniveau hin und her. 1990 wurde die Mannschaft in die siebte Liga durchgereicht.
Alets IK konnte sich jedoch konsolidieren und bis 1994 schaffte die Mannschaft die Rückkehr in die Fünftklassigkeit. Kurzfristig konnte sich der Klub in der Liga etablieren, ehe er 1999 die Saison erneut als Absteiger verlassen musste. Wieder folgten Jahre als Fahrstuhlmannschaft und 2005 spielte die Mannschaft eine Spielzeit in der Achtklassigkeit. Anschließend folgte der Durchmarsch in die sechste Liga, aus der der Klub 2007 wieder abstieg. Damit spielt der Klub seit 1999 jedes Jahr in einer anderen Liga.